# James Hill
James Clayton Hill (Bristol, Inglaterra, Reino Unido, 1 de diciembre de 1999) es un futbolista inglés. Juega de centrocampista y su equipo es el AFC Bournemouth de la Premier League.

## Trayectoria
Hill comenzó su carrera en el Fleetwood Town F. C. de la League One. Debutó con el primer equipo el 28 de agosto de 2018 contra el Leicester City F. C. en la Copa de la Liga a los 16 años, registrando el récord del jugador más joven en jugar por el club. Jugó un total de cuatro temporadas en el Fleetwood Town, todas en la League One.
El 5 de enero de 2022 fichó por el AFC Bournemouth. Un año después fue cedido al Heart of Midlothian F. C., así como la temporada siguiente al Blackburn Rovers F. C. Allí disputó 18 partidos en la EFL Championship antes de ser cancelada la cesión en enero.

## Selección nacional
Es internacional en categorías inferiores con Inglaterra. Debutó con la selección sub-21 de Inglaterra el 10 de junio de 2022 contra Kosovo en la clasificación para la Eurocopa Sub-21 de 2023.

## Estadísticas
Actualizado al último partido disputado el 5 de abril de 2025.
| Club                              | Div.          | Temporada     | Liga  | Liga  | Copas nacionales | Copas nacionales | Total | Total |
| Club                              | Div.          | Temporada     | Part. | Goles | Part.            | Goles            | Part. | Goles |
| --------------------------------- | ------------- | ------------- | ----- | ----- | ---------------- | ---------------- | ----- | ----- |
| Fleetwood Town F. C. Inglaterra   | 3.ª           | 2018-19       | 2     | 0     | 1                | 0                | 3     | 0     |
| Fleetwood Town F. C. Inglaterra   | 3.ª           | 2019-20       | 0     | 0     | 0                | 0                | 0     | 0     |
| Fleetwood Town F. C. Inglaterra   | 3.ª           | 2020-21       | 28    | 0     | 7                | 0                | 35    | 0     |
| Fleetwood Town F. C. Inglaterra   | 3.ª           | 2021-22       | 13    | 1     | 2                | 0                | 15    | 1     |
| Fleetwood Town F. C. Inglaterra   | Total club    | Total club    | 43    | 1     | 10               | 0                | 53    | 1     |
| AFC Bournemouth Inglaterra        | 2.ª           | 2021-22       | 1     | 0     | 1                | 0                | 2     | 0     |
| AFC Bournemouth Inglaterra        | 1.ª           | 2022-23       | 0     | 0     | 2                | 0                | 2     | 0     |
| Heart of Midlothian F. C. Escocia | 1.ª           | 2022-23       | 14    | 0     | 3                | 0                | 17    | 0     |
| Heart of Midlothian F. C. Escocia | Total club    | Total club    | 14    | 0     | 3                | 0                | 17    | 0     |
| Blackburn Rovers F. C. Inglaterra | 2.ª           | 2023-24       | 18    | 1     | 2                | 0                | 20    | 1     |
| Blackburn Rovers F. C. Inglaterra | Total club    | Total club    | 18    | 1     | 2                | 0                | 20    | 1     |
| AFC Bournemouth Inglaterra        | 1.ª           | 2023-24       | 5     | 0     | 1                | 0                | 6     | 0     |
| AFC Bournemouth Inglaterra        | 1.ª           | 2024-25       | 10    | 0     | 4                | 0                | 14    | 0     |
| AFC Bournemouth Inglaterra        | Total club    | Total club    | 16    | 0     | 8                | 0                | 24    | 0     |
| Total carrera                     | Total carrera | Total carrera | 91    | 2     | 23               | 0                | 114   | 2     |
| 1.                                |               |               |       |       |                  |                  |       |       |

## Vida personal
Su padre Matt Hill también fue futbolista.